# Contea di Adair (Iowa)
La contea di Adair, in inglese Adair County, è una contea dello Stato dell'Iowa, negli Stati Uniti. La popolazione al censimento del 2010 era di 7 682 abitanti. Il capoluogo della contea è Greenfield.

## Geografia fisica
La contea si trova nel sud ovest dell'Iowa. Secondo l'U.S. Census Bureau, la contea ha una superficie totale di 1473 km², di cui1470 km² composti da terra e i rimanenti 3 km² composti di acqua.

### Contee confinanti
- Contea di Guthrie (nord)
- Contea di Madison (est)
- Contea di Union (sudest)
- Contea di Adams (sudovest)
- Contea di Cass (ovest)

### Principali strade e autostrade
- Interstate 80
- U.S. Highway 6
- Iowa Highway 25
- Iowa Highway 92

## Storia
La contea di Adair fu costituita il 15 gennaio 1851 dalla suddivisione della contea di Pottawattamie. Il suo nome deriva da John Adair, un generale nella guerra del 1812, e ottavo governatore del Kentucky.

## Società

### Censimento 2010
Il censimento del 2010 ha registrato una popolazione di 7 682 persone nella contea, con una densità di popolazione pari a 5,20 ab./km². C'erano 3 698 unità abitative, 3 292 delle quali erano occupate.

### Censimento 2000
Il censimento del 2000 ha registrato una popolazione di 8 243 persone nella contea, con una densità di popolazione pari a 6 ab./km². C'erano 3 690 unità abitative.
La composizione razziale della contea era composta dal 98,91% di bianchi, dallo 0,07% di neri o afroamericani, dallo 0,07% di nativi americani, dallo 0,23% di asiatici, dallo 0,23% di altre razze e dallo 0,49% di due o più razze. Lo 0,70% della popolazione è di origine ispanica o Latina.
Si contavano 3 398 nuclei familiari, dove il 29,20% aveva figli di età inferiore ai 18 anni che vivono con loro, il 59,50% erano coppie sposate che vivono insieme, il 5,70% era composto da donne con marito assente e il 31,60% erano non-famiglie. Il 28,10% di tutte le famiglie erano formate da singoli individui e il 15,90% di questi aveva più di 65 anni di età.
Nella contea la popolazione era formata dal 23,90% con età inferiore ai 18 anni, il 6,90% fra i 18 e i 24, il 24,40% fra i 25 e i 44, il 22,70% dai 45 ai 64 e il 22,10% oltre i 65 anni di età. L'età media era di 42 anni. Per ogni 100 donne c'erano 95,90 uomini. Per ogni 100 donne sopra i 18 anni, c'erano 93,00 maschi.
Il reddito medio per una famiglia nella contea era di 35179 $, e il reddito medio per una famiglia era di 42884 $. I maschi avevano un reddito medio di 29008 $ contro i 21680 $ per le femmine. Il reddito pro capite per la contea era di 17262 $. Circa il 4,90% delle famiglie e il 7,60% della popolazione era sotto la soglia di povertà, di cui il 9,40% sotto i 18 anni e 8,70% oltre i 65 anni di età.

### Religione
A partire dal 2000, il 67,9% della popolazione (5 597) ha una dichiarata appartenenza religiosa, e in ogni caso cristiana. La confessione religiosa principale è la United Methodist Church, con il 23,6% della popolazione (1 944 iscritti), in secondo luogo è la Chiesa luterana-Sinodo del Missouri, con il 15,4% (1 268 iscritti), in terzo luogo è la Chiesa cattolica romana, con il 12% del popolazione (1 003 membri) ed in quarto luogo è la Chiesa Evangelica Luterana, con l'11,8% della popolazione (978 membri).

## Città
- Adair
- Bridgewater
- Casey
- Fontanelle
- Greenfield
- Orient
- Stuart

## Townships
La contea di Adair si divide in diciassette townships:
| - Eureka - Grand River - Greenfield - Grove - Harrison | - Jackson - Jefferson - Lee - Lincoln - Orient | - Prussia - Richland - Summerset - Summit - Union | - Walnut - Washington |

## Istruzione
La contea è servita da cinque distretti scolastici:
- Nodaway Valley Community School District
- Orient-Macksburg Community School District
- Cumberland-Anita-Massena Community School District
- Adair-Casey Community School District
- West Central Valley Community School District

Le scuole del distretto Nodaway Valley sono
- Nodaway Valley West Elementary School
- Nodaway Valley East Elementary School
- Nodaway Valley Middle School
- Nodaway Valley High School.

Le scuole del distretto Orient-Macksburg sono:
- Orient-Macksburg Elementary School
- Orient-Macksburg Middle School and High School